# Totonaken
Totonaken (Nahuatl: „Leute aus dem heißen Land“) oder Tachiwin (auch Tachihuiin) werden die totonakischsprachigen Bewohner der zentralen Golfküste Mexikos genannt. Während Totonaca die von den Azteken gegebene Bezeichnung ist, nennen sie sich selbst Tachiwin. 

## Geschichte
Vielfach wurden ihnen die Ursprünge der klassischen Golfküstenkulturen (z. B. El Tajín) zugeschrieben, da sie zum Zeitpunkt der spanischen Eroberung Mexikos diese Gebiete besiedelten. Beweise für diese Annahme ließen sich jedoch bislang nicht finden.
Um 1000 n. Chr. breiteten sich die Totonaken, aus den Berggebieten Pueblas kommend, bis zur Golfküste aus. Ihr Zentrum war die Stadt Cempoala ca. 40 km nördlich der heutigen Stadt Veracruz im gleichnamigen Bundesstaat. Die spanischen Eroberer schätzten die Einwohnerzahl auf 30.000 und bewunderten die unterirdischen Wasserleitungen in der Stadt. Besondere Meisterschaft erlangten die Totonaken bei der Fertigung von Hohlfiguren aus Keramik, deren frei modellierte Formen schon für die klassische Periode in diesem Gebiet nachzuweisen sind. Ebenso schufen sie vielfach mit Tierfiguren geschmückte Alabastergefäße. Um 1460 wurden die Totonaken von den Azteken unterworfen und tributpflichtig gemacht. Um sich davon zu befreien, unterstützten sie den spanischen Eroberer Hernán Cortés bei seinem Eroberungsfeldzug gegen die Azteken.

## Kultzentren
Wichtigstes Kultzentrum der Totonaken war El Tajín bei der heutigen Stadt Papantla, das später von Cempoala abgelöst wurde, aber auch das etwa 60 km südlich von El Tajín gelegene Yohualichan war in seiner Blütezeit bedeutsam. Kleinere Stätten waren Cuyuxquihui, El Zapotal und ehedem wahrscheinlich auch Huatusco.